# Vacina contra cocaína
Vacina contra cocaína é uma vacina, composta por uma molécula de cocaína, ácido carbônico e uma proteína transportada da toxina da cólera asiática. Foi elaborada no ano de 1996. Em 2008 a vacina entrou na fase de testes em humanos.
A pesquisa é responsabilidade da Universidade de Medicina Baylor, nos Estados Unidos.

## Mecanismo de ação
Impedimento da cocaína entrar no SNC central, por aderência de anticorpos. Desta forma, o usuário não sente os efeitos da droga após o consumo. O sistema imunológico é utilizado para reconhecer a droga.

## Nomes comerciais
- TA-CD®, da Xenova
- Calixcoca, da Universidade Federal de Minas Gerais